# СЕС Фотон Про-Плюс
СЕС Фотон Про-Плюс (до 2020 року — СЕС Лазурне) — станом на початок 2013 року найпотужніша сонячна електростанція на Херсонщині. Збудована поблизу смт Лазурне, Скадовського району.
Встановлена потужність станції становить 9,806 МВт. Щорічно СЕС буде генерувати і видавати в об'єднану енергосистему країни 10,934 млн кВт·год електроенергії, її буде достатньо для забезпечення електричною енергією понад 3 тис. домогосподарств з середнім споживанням 300 кВт·год/місяць на одне домогосподарство.
Будівництво сонячної електростанції, яке почалось у липні 2012 року, дозволило забезпечити роботою 226 висококваліфікованих фахівців. Електростанція займає площу 20 га, складається з майже 40 тис. фотоелектричних полікристалічних модулів. При її спорудженні було забито 14,95 тис. паль й укладено 168 км кабелів. Електростанція спроєктована із застосуванням центральних інверторів фірми «AEG».
Розміри станції: 700×300 м, станція витягнута зі сходу на захід (700 м). Розташована за 1 км на схід від Лазурного.
Станція збудована на березі озера Устричне на солончаках — ґрунтах, непридатних для сільськогосподарського використання.